# Henry Thomas Buckle
Henry Thomas Buckle (Lee, Lewisham, 24 de novembro de 1821 — Damasco, 29 de maio de 1862) foi um historiador britânico, autor da História da Civilização na Inglaterra. Autodidata, Buckle está associado ao positivismo historiográfico, tendo exercido grande influência entre intelectuais brasileiros do final do século XIX.

## Vida
Nascido em uma rica família de comerciantes ingleses, aos 14 anos Buckle afastou-se do ensino regular para se dedicar a um plano enciclopédico de estudos. De saúde frágil, recusou-se a seguir o destino de comerciante que o pai lhe havia preparado. O encontro com o utilitarismo de John Stuart Mill  (1806-1873), e o Positivismo de Auguste Comte (1798-1857), foram momentos decisivos na formação de sua própria agenda de investigação.
Autodidata e com tendências a um enciclopedismo, com a morte do pai em 1840 iniciou os trabalhos de preparação de sua obra-prima inacabada, a História da Civilização na Inglaterra, cujos dois volumes foram publicados em 1857 e 1861 respectivamente. A morte precoce, por febre tifóide em Damasco, interrompe a carreira e o prosseguimento prometido de sua obra.

## Concepção de História
Na concepção de história de Buckle os fatos individuais “Seriam como meteoros que encantam o vulgo com seu brilho e depois desaparecem sem deixar qualquer rastro” . Assim, propunha um novo tipo de história que, apoiada em ciências como a estatística, pudesse descobrir as leis gerais que organizavam as sociedades humanas. Na busca dessas determinações, os condicionantes geográficos serão enfatizados por Buckle.
Apesar das divergências teóricas e metodológicas com os historiadores de seu tempo, Buckle compartilhava com eles a crença no progresso e no papel modelar da história inglesa. Deslumbrados com as realizações políticas, econômicas e tecnológicas da Inglaterra vitoriana, esses autores tendiam a ler o passado como uma grande e linear evolução até os estágios mais desenvolvidos do presente. 

## Buckle e o Brasil
No Brasil, Buckle teve uma recepção forte a partir de 1870, o que explica a tradução integral de sua História da Civilização na Inglaterra já em finais do século XIX.  Como destaca Luciana Murari:
[...] a leitura de textos produzidos por alguns dos mais significativos intelectuais brasileiros do período 1870-1914 — Sílvio Romero, Euclides da Cunha, Araripe Jr., Capistrano de Abreu — mostra que o nome de Buckle é onipresente, seja através de citações diretas, seja através da crítica a seu pensamento, ou por seu uso de forma relativamente velada, pois alguns autores empregam a lógica e a terminologia buckleanas como se estes elementos pertencessem ao senso comum.
No texto "É a história uma ciência?": o IHGB e os historiadores da Primeira República, a historiadora Ângela de Castro Gomes analisou um artigo do jurista Pedro Lessa, sobre Teoria da História, publicado na Revista do IHGB (t. 69, vol. 114, 1908), no qual o autor utiliza largamente a obra de Buckle para discutir questões sobre a possibilidade de cientificidade da História e seu valor como forma de conhecimento.

## Obra
BUCKLE, Henry Thomas. History of Civilization in England. Vol. I. London: J. W. Parker and son, 1857.
____. History of Civilization in England. Vol. II. London: D. Appleton and company, 1865.
____. Essays. New York: Appleton and Co, 1863.
____. História da Civilização na Inglaterra. 2 vols. Vertida para o português por Adolpho J. A. Melchert. São Paulo: Tipografia da Casa Eclética, 1899-1900.